# Blue Moon (Kalender)
Blue Moon („Blauer Mond“) ist die heutige Bezeichnung für einen zweiten Vollmond innerhalb eines Monats im gregorianischen Kalender.
Dieses Ereignis hat keinerlei astronomische Bedeutung. Es ist eine zufällige Nebenerscheinung des Kalenders (Unterteilung in Kalendermonate) und spielt nur in den Massenmedien als „etwas Besonderes, das unbedingt zu beachten ist“, eine Rolle. In einem Lunarkalender (Mondkalender) gibt es keinen Blue Moon.
Im 19. Jahrhundert wurde ein in einem Sonnenjahr zusätzlich auftretender Vollmond  („13. Vollmond“) nicht auf den Kalendermonat, sondern auf die astronomische Jahreszeit, in der er auftritt, bezogen. Zur Unterscheidung vom monatlichen Blue Moon nennt man heute einen solchen einen jahreszeitlichen Blue Moon.

## Ursprünglicher Gebrauch des Begriffs Blue Moon
Der Begriff Blue Moon oder Once in a blue moon bezeichnete im englischen Sprachraum ursprünglich ein nur sporadisch auftretendes, sehr seltenes Ereignis, so wie der Mond aus welchen Gründen auch immer sehr selten blau ist. Erstmals schriftlich fixiert wurde er 1528 in dem kleinen Stück Rede Me and Be Not Wroth:

«Yf they say the mone is blewe
 We must believe that it is true.»

## DerBlue Moonim 19. Jahrhundert
Über mehrere Zwischenstufen wurde Blue Moon Anfang des 19. Jahrhunderts in den USA mit geologischen oder astronomischen Ereignissen in Verbindung gebracht, einerseits dadurch, dass der Mond aufgrund von Vulkanausbrüchen o. ä. wirklich manchmal bläulich schimmert. Andererseits haben zu jener Zeit die Mondphasen in der Landwirtschaft eine besondere Rolle gespielt. Dabei wurden die Vollmonde nicht in Bezug auf Kalendermonate, sondern auf die Jahreszeiten gezählt (jahreszeitlicher Blue Moon). Im Normalfall wurden die drei Vollmonde in einer Jahreszeit als erster, zweiter und letzter Vollmond bezeichnet. Bei zusätzlichem Vollmond lautete die Reihenfolge erster, zweiter, Blue Moon und letzter, unabhängig davon, in welchem Drittel der Jahreszeit sich der zusätzliche Vollmond  tatsächlich eingeschoben hatte (erstmals im Maine Farmers’ Almanac von 1819 dargestellt).

## DerBlue Moonim 20. Jahrhundert
Zu Beginn des 20. Jahrhunderts ging im Allgemeinen (englischen) Sprachgebrauch die im 19. Jahrhundert gebrauchte Definition des Blue Moon verloren. Aus einer Fehlinterpretation des Maine Farmers’ Almanac durch den Amateurastronomen James Hugh Pruett (1886–1955) mit seinem Artikel Once in a Blue Moon in der Zeitschrift Sky & Telescope von März 1946 entstand die heute gebräuchliche Definition, dass ein Blue Moon der zweite Vollmond in einem Kalendermonat ist. Was im 19. Jahrhundert in der Landwirtschaft gemeint war, wird heute als jahreszeitlicher Blue Moon bezeichnet. In der englischsprachigen Welt findet man auch noch die frühere Definition.

### Kennzeichnende Werte
Ein Blue Moon tritt etwa 37 Mal im Jahrhundert bzw. 368 Mal im Jahrtausend – im Durchschnitt rund alle 2,72 Jahre auf, naturgemäß am häufigsten in den Monaten mit 31 Kalendertagen. Im Februar kann es vorkommen, dass überhaupt kein Vollmond stattfindet, dafür aber immer ein zweiter sowohl im Januar als auch im März. In beiden Monaten gibt es einen Blue Moon, obwohl das betroffene Kalenderjahr auch nur 13 Vollmonde wie bei Blue Moons in anderen Monaten und nicht 14 hat. Zählt man diesen Doppel-Blue-Moon vereinzelt, so vergrößert sich die Zahl der Blue Moons auf etwa 420 pro Jahrtausend. Einen Doppel-Blue-Moon gab es z. B. 2018. 

### Ermittlung der kennzeichnenden Werte

#### Ausgangswerte und Zählung
- Ausgangswerte: durchschnittliche bzw. konstante Zeit-Werte für Mondmonat (Mondumlauf, T = 29,5306 Tage) und Jahr (Erdumlauf; gregorianisch: G = 365,2425 Tage; julianisch: J =365,25 Tage)
- Zählung: zwei zusammengehörende Blue-Moons im Januar und März werden bei Zählung und Häufigkeits-Ermittlung als ein Blue-Moon-Fall behandelt

#### Angenäherte Berechnung
- Blue-Moon-Häufigkeit H:

{\displaystyle H_{G}=(G-12\cdot T)/T=0{,}3683}
{\displaystyle H_{J}=(J-12\cdot T)/T=0{,}3685}
H ist die auf die Länge des Mondmonats bezogene Zeitdifferenz (eine dimensionslose Zahl), die ein Kalenderjahr länger als 12 Mondmonate ist. Handlicher ist der Gebrauch des Hundert- oder gar Tausendfachen: in einem Jahrhundert [Jahrtausend] mit 1.200 [12.000] Kalendermonaten gibt es 1.200 plus 37 [12.000 plus 368] Mondmonate.
- Der Kehrwert Y=1/H ist die Zeit (in Jahren, nicht ganzzahlig) bis zum Moment, wenn H=1 ist. Y enthält x Kalendermonate und x plus 1 Mondmonate (x ebenfalls nicht ganzzahlig).[5]

{\displaystyle Y_{G}=1/H_{G}=2{,}7154}
{\displaystyle Y_{J}=1/H_{J}=2{,}7135}
Y ≈ 2,72 [Jahre] sind 2 und etwa 3/4 Jahre. Praktischer ist die Umrechnung in Kalendermonate, denn es ist derjenige Monat gesucht, in dem 2 Volllmonde stattfinden.
{\displaystyle Y'_{G}=2{,}7154\cdot 12=32{,}58}
{\displaystyle Y'_{J}=2{,}7135\cdot 12=32{,}56}
Y'G besteht aus 32,58 fiktiven, mit 30,4367 Tagen gleich langen Kalendermonaten (365,2425 / 12 = 30,4367) und aus 33,58 (32,58 + 1) durchschnittlich langen Mondmonaten. Somit finden im fiktiven bzw. in etwa im realen 33. Kalendermonat zwei Vollmonde statt, der 33. am Monatsanfang und der 34. am Monatsende. Dieser Monat ist ein Blue-Moon-Monat.

#### Der tatsächliche Kalendermonat mit Blue Moon
In Wirklichkeit gibt es den nächsten  Blue Moon im nächsten 30. bis 35. Kalendermonat.  Ursachen für diese Streuung sind:
- Die Mondumlaufzeit T schwankt um ihren Mittelwert mit etwa ± 0,3 Tagen.
- Das Kalenderjahr ist ganze Tage lang; am häufigsten hat es 365 Tage, in Schaltjahren aber 366 Tage.
- Das Kalenderjahr ist real mit Monaten, die 28/29, 30 und 31 Tage lang sind, in ziemlich ungleichmäßige Abschnitte unterteilt. Die Mondumlaufzeit T ist im Mittel nur etwa 1 Tag kürzer als die mittlere Länge der Kalendermonate. Dass sich die Längen der aufeinander folgenden Kalendermonate aber immer wieder um 1 Tag (vor und nach dem Februar sogar um 3 Tage) ändern, ist die Hauptursache dieser relativ großen Streuung beim zeitlichen Abstand zwischen den Blue Moons.

Der Februar ist kürzer als die Dauer eines Mondumlaufs. Deshalb kann er kein Blue-Moon-Fall sein. Im Gegenteil: Im Doppel-Blue-Moon-Fall Januar/März wird er von einem Vollmond sogar knapp verfehlt: der eine findet Ende Januar, der nächste Anfang März statt.

## Trivia
- Der 1934 entstandene Evergreen Blue Moon benutzt die Wendung für etwas sehr Seltenes, in diesem Fall die Liebe. Der Song von Richard Rodgers (Musik) und Lorenz Hart (Text) wurde vielfach interpretiert – darunter von Billie Holiday (1952), Elvis Presley (1954), Frank Sinatra (1961), Bob Dylan (1970) und Rod Stewart (2004) – und trug entscheidend zur Popularisierung des Begriffes bei.
- Bill Monroe schrieb 1947 den Song Blue Moon of Kentucky.
- Die Suchmaschine Google liefert auf den Suchstring once in a blue moon als sogenanntes Easter Egg das Ergebnis once in a blue moon = 1.167 × 10−8 hertz.[7] Dieser Wert bedeutet einen Abstand von 2,72 Jahren für das Auftreten von Blue Moons.
- Ein Vollmond am Silvestertag ist – wie jeder Vollmond am 31. eines Monats – immer ein Blue Moon und tritt im Schnitt alle 29,5306 Jahre auf. Die Zahl ist identisch zur Länge eines synodischen Mondumlaufs von 29,5306 Tagen. Am 31. Dezember 2009 gab es zudem noch eine partielle Mondfinsternis.[8][9] Am 31. Dezember 2028 um ca. 17 Uhr UTC wird es eine ähnliche Konstellation mit einer totalen Mondfinsternis geben.
- In der Schlümpfe-Verfilmung vom August 2011 werden dem Blaumond magische Kräfte nachgesagt, die unter anderem der Magie der Schlümpfe als Grundlage dient und ihnen helfen soll, wieder in ihre Welt zurückzukehren. Im Film ist die englische Version dieses Wikipedia-Artikels zu sehen.
- Die private Trauerfeier für Neil Armstrong, den ersten Menschen auf dem Mond, fand sechs Tage nach seinem Tod am Tag eines Blue Moons statt. Hier spielt auch die Doppelbedeutung von blue (englisch für sowohl „blau“ als auch „traurig, trübsinnig“) eine Rolle.
- In der Religion Wicca ist der Blue Moon ein besonderer Festtag (Esbat).
- Das Detektivbüro in der US-Fernsehserie Das Model und der Schnüffler (Originaltitel "Moonlighting") mit Cybill Shepherd und Bruce Willis in der Hauptrolle trägt den Namen "Blue Moon".